# Frangia (acconciatura)

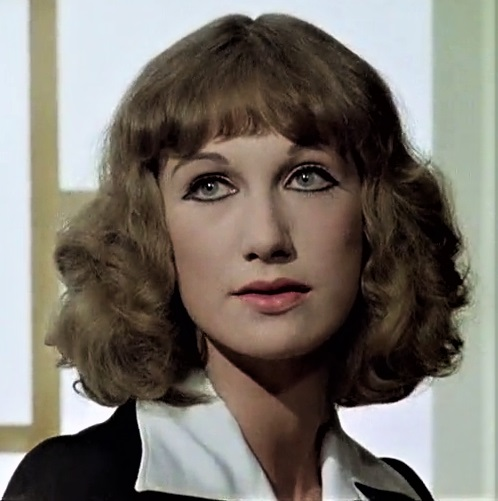
L'attrice Daria Nicolodi con la frangia (fotogramma tratto dal film Profondo Rosso)

La frangia (o più comunemente frangetta) è un particolare taglio della parte anteriore dell'acconciatura che vede i capelli pettinati in avanti sulla fronte.

## Il taglio
Il taglio classico è generalmente liscio, dritto e simmetrico, ma può essere anche riccio, spezzato sui lati della fronte, asimmetrico o modellato con il gel. La sua lunghezza solitamente arriva al di sopra delle sopracciglia, ma può variare da sopra la linea mediana della fronte fino a coprire parzialmente gli occhi.
Il termine fa riferimento alla somiglianza che assume questo particolare taglio di capelli con le frange ornamentali che possono essere trovate sulle tende o sugli scialli.
Spesso la frangia è associata ad un taglio cosiddetto "a caschetto".